# Antoni Porcar Gómez
Antoni Porcar Gómez, més conegut com a Toni Porcar (Castelló de la Plana, 14 de juny de 1951) és un polític valencià, militant del Bloc Nacionalista Valencià i primer regidor nacionalista a la ciutat de Castelló.
Antoni Porcar obté per primera vegada l'acta de regidor a les eleccions municipals de 1987 amb Unitat del Poble Valencià, embrió de l'actual BLOC. El 1991 no obtingué representació, però el 1995 la recuperaria, consolidant-la el 1999 (ja amb el BLOC) i el 2003. Aquest darrer any la formació nacionalista augmentà amb un segon regidor la seua representació a l'ajuntament castelloner. Enric Nomdedéu l'acompanyaria a l'ajuntament i el 2007 el succeeix com a líder del BLOC local, després que Porcar abandone l'activitat política, tot i que es mantindrà com a referent del partit a les comarques del nord del País Valencià. Porcar també fou Diputat Provincial a la Diputació de Castelló entre el 1999 i el 2003, sent substituït en acabar la legislatura per Josep Maria Pañella. En 2003, va liderar una candidatura interna a la presidència del BLOC, sense ser elegit.
Porcar es va posicionar en contra de l'establiment del pacte electoral amb Esquerra Unida del País Valencià a les eleccions a les Corts Valencianes de 2007 que finalment es va dur a terme visualitzant-se amb la coalició Compromís pel País Valencià. El gener de 2010 fou nomenat representant del BLOC al Consell Social de Castelló de la Plana.